# Tico Mineiro
Dilmar dos Santos Machado, mais conhecido como Tico Mineiro (Belmonte, 26 de janeiro de 1976), é um ex-futebolista brasileiro que atuava como atacante.

## Carreira
Dilmar dos Santos Machado é um jogador natural de Belmonte. Começou a jogar profissionalmente na equipe do Democrata de Governador Valadares, time de Minas Gerais, no ano de 1994. Entrou no clube em 1993 nas categorias de base após ser observado pelo ex-lateral do clube, Borges. Antes de ser aprovado no teste das categorias de base do Democrata, Tico Mineiro fez um teste no Vitória, mas, como o clube estava interessado por jogadores com 16 anos, o jogador foi reprovado por obter uma idade superior. Dois anos mais tarde o jogador profissional Borges passava férias em Belmonte e seu conhecido alcunhado de Zé Gordo apresentou alguns bons jogadores da cidade, que fizeram um amistoso. Interessado em Tico Mineiro e seu amigo, Borges junto à diretoria do Democrata trouxeram os dois rapazes para fazerem um teste nas categorias de base do clube, mas apenas Tico passou no teste. Seus pais mesmo apreensivos com a distante mudança de seu filho, o apoiaram em todas as circunstâncias.
Em 1994, o jogador estreou na equipe profissional do Democrata. Em duas partidas fora de casa, Tico Mineiro fez boas apresentações em campo. Na terceira partida que foi realizada no Mamudão, o jogador não fez boa atuação e foi substituído na partida. O treinador observando a inexperiência do atleta o colocou no segundo semestre do ano na equipe júnior. No ano seguinte, mais amadurecido, o jogador retornou a equipe profissional onde adquiriu experiência e fez boas atuações durante o Campeonato Mineiro.
A alcunha se originou após o jogador ir para a Desportiva e encontrar outro companheiro de equipe com o mesmo apelido, dessa forma o treinador para diferenciar os dois atletas alcunhou Dilmar de Tico Mineiro, por ter vindo do Democrata, e o companheiro de Tico Capixaba.
Porém o auge de sua carreira foi no Botafogo, onde foi campeão do Torneio Rio-São Paulo de 1998 no primeiro semestre.
O jogador baiano já atuou também pelo Criciúma onde marcou 7 gols pelo Campeonato Brasileiro da Série B de 1999. A equipe catarinense terminou a competição com apenas 24 pontos ganhos em 21 jogos e seria rebaixada para a série C de 2000, porém o campeonato não foi realizado porque a CBF ficou impedida pela Justiça de organizar as três divisões do Campeonato Brasileiro e o Criciúma disputou a Copa João Havelange em 2000, sendo reintegrado em 2001 de volta à Série B.
Em 2001, após ser artilheiro do Campeonato Paulista pela Portuguesa Santista com 9 gols, o jogador despertou a atenção do Jeonnam Dragons e foi contratado pela equipe sul-coreana onde jogou por três temporadas.
Em 2002 o jogador disputou a Série A2 do Campeonato Paulista pela Francana e marcou 22 gols em 25 partidas disputadas, se tornando um dos maiores artilheiros da história do clube.
Em 2005 o atacante defendeu o Corinthians no Campeonato Alagoano e apesar de não ter conseguido o título marcou 15 gols durante a competição, provando mais uma vez a sua fama de artilheiro. No mesmo ano o jogador defendeu outra equipe alagoana, o ASA na Copa Alagipe, uma competição amistosa disputada entre clubes de Alagoas e Sergipe e mais uma vez terminou uma competição como artilheiro, desta vez com 7 gols, ajudando sua equipe a ficar com o título da única edição do torneio.
Em 2006 o jogador foi contratado como referência do ataque do CRB para a disputa do Campeonato Brasileiro da Série B. A equipe alagoana terminou a competição numa frustrante 16ª colocação, com 12 vitórias, 8 empates e 18 derrotas. O CRB só não foi rebaixado porque teve uma vitória a mais do que o Guarani, punido pela FIFA com a perda de 3 pontos por negociação irregular de jogador em 2003. Dois anos mais tarde o jogador ganhou um processo movido contra o clube alagoano.
Em 2007 o atacante disputou o Campeonato Mineiro pela Caldense e não conseguiu evitar o rabaixamento da equipe para a Segunda Divisão, mesmo fazendo seus gols durante a competição. A equipe de Poços de Caldas terminou a competição com apenas 2 vitórias, 3 empates e 6 derrotas e foi rebaixada junto com o América. No mesmo ano o jogador deixou o Santo André repentinamente após ficar apenas um mês jogando pelo time do ABC Paulista para espanto dos dirigentes, sem deixar maiores explicações.
Em 2008 o atacante defendeu o CRAC no Campeonato Goiano mas marcou apenas 2 gols durante a competição. Apesar disso a equipe de Catalão terminou o campeonato na nona colocação e permaneceu na elite do futebol goiano. No segundo semestre o atacante se transferiu para o Bacabal EC após ter dado a sua palavra para o Sampaio Corrêa que defenderia a equipe no Campeonato Brasileiro da Série C, gerando revolta do presidente Sérgio Frota e do treinador Celso Teixeira. A equipe terminou a competição apenas em 35º lugar, com isso não pôde participar da Série C de 2009 que contou apenas com a participação de 20 equipes.
Em 2009 o atacante disputou o Campeonato Maranhense justamente pelo Sampaio Corrêa alegando que foi um erro ter trocado o Sampaio pelo Bacabal no ano anterior. Com seus gols decisivos durante o campeonato o jogador ajudou o Sampaio Corrêa a conquistar o vice-campeonato estadual.
Em 2010 o Comercial contratou o jogador para a disputa da Série A3 do Campeonato Paulista. A equipe de Ribeirão Preto fez uma boa campanha durante o campeonato e conseguiu o acesso à Série A2, com 12 vitórias, 9 empates e 4 derrotas. No segundo semestre do mesmo ano, o jogador se transferiu para o Maranhão para a disputa do Campeonato Maranhense. O campeonato foi disputado no sistema de pontos corridos todos contra todos em turno e returno, porém o atacante chegou junto com o Volante Bilica já com o certame em andamento e disputou apenas o segundo turno. O Maranhão terminou na quarta colocação com uma boa campanha, com 9 vitórias, 2 empates e 5 derrotas.
Em 2011 o jogador disputou o Campeonato Alagoano pelo CSA. A equipe terminou a primeira fase em oitavo lugar e não foi rebaixada, embora não conseguiu se classificar para as semifinais. No dia 31 de maio o jogador deixou a equipe pois não renovou seu contrato.

## Títulos
Botafogo
- Torneio Rio-São Paulo: 1998

ASA
- Copa Alagipe: 2005